# Auchmophoba alternata
Auchmophoba alternata är en fjärilsart som beskrevs av W. Warren 1895. Auchmophoba alternata ingår i släktet Auchmophoba och familjen Crambidae. Inga underarter finns listade i Catalogue of Life.